# Мімівірус
Мімівірус — рід вірусів, до складу якого входить єдиний розпізнаний вид Acanthamoeba polyphaga mimivirus (APMV). До жовтня 2011 року, коли був описаний ще більший вірус Megavirus chilensis, вважалось, що мімівірус має найбільший капсид серед усіх відомих вірусів — близько 500 нм у діаметрі. На відміну від більшості інших вірусів, мімівірус не проходить через фільтр із діаметром пор 0,22 мкм і піддається світловій мікроскопії, за розміром він близький до невеликих бактерій, як-от мікоплазма. Окрім цього, порівняно з іншими вірусами та навіть деякими бактеріями, мімівірус має найобсяжніший (близько 1,2 мільйона пар нуклеотидів) і найскладніше структуризований геном.
У зв'язку з нестачею точних даних про природу цього вірусу, його відкриття викликало великий інтерес у наукових колах. Один із першовідкривачів мімівірусу висловив припущення, що той є відсутньою ланкою між вірусами та клітинними організмами. Існує і радикальніший погляд, відповідно до якого мімівірус є принципово новою формою життя, що належить ні до вірусів, ні до бактерій.

## Відкриття
APMV був випадково знайдений в 1992 році в амебі Acanthamoeba polyphaga, на честь якої він і був названий, під час дослідження легіонельозу. Вірус був виявлений в препараті забарвленням за Грамом, і внаслідок цього був помилково прийнятий за грампозитивну бактерію. Цей організм був названий Bradfordcoccus на честь району в якому була знайдена амеба (Бредфорд, Англія). У 2003 році дослідники з Середземноморського університету (Марсель, Франція) опублікували статтю в журналі Science, у якій описали даний мікроорганізм як вірус.
Існує гіпотеза, що мімівірус може викликати у людей деякі форми пневмонії. Досі були знайдені лише непрямі свідоцтва на користь цієї гіпотези у вигляді антитіл до вірусу, виявлених у пацієнтів, що страждають на цю хворобу.

## Класифікація
Мімівірус не був досі поміщений Міжнародним комітетом з таксономії вірусів до будь-якої родини, але, на підставі даних отриманих при дослідженні метагеному, передбачається існування додаткових членів запропонованої родини Mimiviridae. Згідно з класифікацією за Балтимором, мімівірус був віднесений до групи I, тобто групи вірусів, чий генетичний матеріал являє собою дволанцюгову ДНК, і що не мають РНК-стадії. До цієї групи входять такі родини вірусів як ірідовіруси, поксвіруси та інші. Всі ці віруси відрізняються великими розмірами, схожими молекулярними характеристиками і складними геномами.
Ряд білків мімівірусу, що беруть участь в реплікації генома, виявились гомологічними білкам інших великих нуклеоплазматичних ДНК-містячих вірусів (поксвіруси, ірідовіруси, фікоднавіруси), що говорить про їх загальне походження. Проте велика кількість мімівірусних білків не виявляє схожості з жодним з відомих в наш час[коли?] білком. Крім того, геном мімівіруса кодує значну кількість білків, що нагадують еукаріотичні і бактеріальні. Ймовірно, як це часто трапляється з вірусами, ці гени були придбані мімівірусом повторно і походять з геномів хазяїв вірусу та їх паразитів.

## Структура
Мімівірус, маючи капсид діаметром 400 нм з численними 100-нанометровими білковими нитками на ньому, є одним із найбільших вірусів серед відомих на сьогоднішній день (найбільший відомий вірус це Pithovirus). У науковій літературі приведені розміри віріону від 400 нм до 800 нм, залежно від того, чи заміряється діаметр капсида або загальна довжина вірусу в подовжній осі. Капсид містить три шари щільної речовини, ймовірно двох ліпідних мембран товщиною 4 нм кожна та білкової оболонки, товщиною близько 7 нм. Під електронним мікроскопом можна спостерігати гексагональну форму капсида, що указує на ікосаедричну симетрію білкових структур капсида. У мімівірусу не спостерігається зовнішньої оболонки, що вказує на те, що мімівірус покидає заражену клітку не шляхом екзоцитозу.
Мімівірус володіє багатьма особливостями будови, характерними і для інших вірусів своєї групи. Ліпідний шар, яким вистилається внутрішня поверхня капсиду і який був знайдений у всіх цих вірусів, за припущенням М. Сьюзен-Монті (M. Suzan-Monti) та співавторів також присутній і у мімівірусу. Центральна частина вірусу, що містить в собі ДНК, виглядає під електронним мікроскопом як темнозабарвлена область.
З очищених віріонів були виділені декілька різних мРНК, що кодують ДНК-полімеразу, білки капсиду і фактори транскрипції, близькі до TFII. Також були знайдені мРНК, що кодують аміноацил-тРНК-синтетазу і 4 неідентифікованих молекули мРНК, специфічних для мімівірусу. Ці мРНК можуть бути трансльовані без експресії вірусних генів і, ймовірно, необхідні мімівірусу для реплікації. Інші ДНК-вмісні віруси, такі як і вірус герпесу (Herpes simplex virus type-1), також містять подібні мРНК.

## Геном
Геном мімівірусу складається з лінійної молекули ДНК, що містить близько 1 185 000 пар основ. Це найбільший геном серед всіх відомих науці вірусів, він в два рази довший, ніж наступний за розміром геном міовірусу Bacillus phage G. Крім того, мімівірус володіє найбільшим об'ємом генетичної інформації, ніж як мінімум 30 організмів, що мають клітинну будову.
Додатково до унікального для вірусів розміру геному, мімівірус володіє приблизно 911 генами, що кодують білки, що значно більше 4 необхідних кожному вірусу генів. Аналіз геному показав наявність генів, не присутніх ні у яких інших вірусів, зокрема генів, що кодують аміноацил-тРНК-синтетазу та інших, виявлених тільки у організмів з клітинною будовою. Як і інші великі ДНК-вмісні віруси, мімівірус містить набір генів для кодування ферментів вуглеводного, ліпідного і амінокислотного метаболізму, проте серед них є і такі, які не знайдені у інших вірусів.
Приблизно 10 % геному припадає на некодуючі ділянки ДНК.

## Геном мімівіруса і еволюція ДНК-містячих вірусів
Гіпотетично представники групи великих нуклеоплазматичних ДНК-вмісних беруть свій початок від складніших (можливо клітинних) форм, таких як сучасні мікоплазми і рікетсії, тобто бактерій, що в процесі еволюції в результаті паразитичного способу життя втратили велику частину генів. На користь цієї гіпотези говорить наявність в геномі цих вірусів великої кількості «надмірних» генів, що не є необхідними для розмноження, і функціонально дублюють гени хазяїв. Вважається, що ці гени є свого роду «реліктом», що залишився від періоду «самостійності». Багато з вірусних генів не має гомологів в геномах клітинних організмів, що вказує на еволюційну відокремленість їх гіпотетичного предка від архей, бактерій і еукаріотів, що теоретично дозволяє виділити їх до четвертого домену життя.
Хоча низка білків мімівірусу, що беруть участь в реплікації генома, і є гомологічними білкам деяких інших вірусів, мімівірус виявився свого роду рекордсменом за кількістю унікальних генів, що не мають схожості з жодним з білків, відомих в даний час, і тому деякі учені вважають мімівірус генетичним реліктом, близьким до спільного предка великих ДНК-вмісних вірусів. З вивченням мімівірусу пов'язується надія отримати інформацію про цього спільного предка.
Ще однією цікавою властивістю генома мімівірусу виявилася наявність великої кількості гомологічних копій одних і тих же генів. Мабуть, деякі гени предка мімівіруса піддалися дуплікації, а потім еволюціонували незалежно один від одного. Це спостереження дозволило деяким ученим припустити, що екстраординарні розміри генома мімівірусу пояснюються не стільки його близькістю до гіпотетичного предка, скільки особливостями займаної ним екологічної ніші, що накладає менші обмеження на розміри геному.

## Реплікація
Стадії реплікації мімівіруса все ще слабо вивчені. Відомо, що мімівірус приєднується до рецепторів на поверхні клітин амеби і за допомогою них потрапляє всередину клітини. Всередині вірус розпадається, а інфікована клітина продовжує нормальну життєдіяльність. Приблизно через 4 години в декількох місцях усередині амеби починають з'являтися скупчення не характерної для неї речовини, а через 8 годин після інфекції в клітці вже добре помітна безліч віріонів мімівіруса. Цитоплазма продовжує наповнюватися новими віріонами і через 24 години після інфекції клітина розривається і вивільняє вірусні частинки.
Дуже небагато відомо про деталі життєдіяльності вірусу всередині клітини, зокрема процесу реплікації, транскрипції, трансляції та збірки віріонів. Проте за допомогою електронної мікроскопії інфікованих клітин була виявлена агрегація капсидів мімівіруса у ядрі клітини та встановлено утворення внутрішнього ліпідного шару вірусу відбруньковуванням від ядра, а також знайдені частинки, схожі з «вірусними фабриками», які утворюються при інфекціях іншими вірусами тієї ж групи.

## Мімівірус і визначення поняття «життя»
Мімівірус володіє багатьма властивостями, які поміщають його на межу живого і неживого. За своїми розмірами він перевершує деяких бактерій, таких як Rickettsia conorii або Tropheryma whipplei, містить геном, що має розміри, порівняні з розмірами геномів багатьох паразитичних бактерій (зокрема вищеназваних), і має гени, не знайдені у інших вірусів, зокрема такі що, кодують ферменти синтезу нуклеотидів і амінокислот, які відсутні навіть у деяких дрібних бактерій-внутрішньоклітинних паразитів. Це означає відносну незалежність мімівіруса (на відміну від вказаних бактерій) від геному клітини-хазяїна, що кодує основні метаболічні шляхи. Проте мімівірус не має генів синтезу рибосомних білків, через що він має необхідність в рибосомах хазяїна. Поєднання цих властивостей викликало в науковому середовищі суперечки, чи є мімівірус особливою формою життя, доменом, разом з еукаріотами, бактеріями і археями.
Проте, мімівірус не володіє гомеостазом, не відповідає на подразники, не росте і не розмножується самостійно (натомість синтезується клітиною і самозбирається в ній з окремих компонентів), що типово для вірусів.
Гени, властиві мімівірусу (зокрема білки, що кодують капсид), зберігаються в безлічі вірусів, що вражають організми всіх трьох доменів. На підставі цього факту робиться припущення, що мімівірус пов'язаний з ДНК-містячими вірусами, які з'явилися приблизно одночасно з найдавнішими організмами, що мають клітинну будову, і займають ключове положення в походженні життя на Землі.